# Boutteville
Pour les articles homonymes, voir Boutteville (homonymie).
Boutteville est une commune française, située dans le département de la Manche en région Normandie, peuplée de 59 habitants.

## Géographie
La commune est au sud-est de la péninsule du Cotentin. Son bourg est à 3 km au nord-ouest de Sainte-Marie-du-Mont, à 7 km au sud-est de Sainte-Mère-Église et à 12 km au nord de Carentan.
Ne couvrant que 182 hectares, le territoire de Boutteville est le moins étendu du canton de Sainte-Mère-Église.
|           | Turqueville |                      |
| Sébeville | Boutteville | Sainte-Marie-du-Mont |
| Hiesville |             |                      |

### Hydrographie
La commune est située dans le bassin Seine-Normandie. Elle est drainée par la Grande Crique,.
La Grande Crique, d'une longueur de 14 km, prend sa source dans la commune de Sébeville et se jette  dans la baie de Seine à Sainte-Marie-du-Mont, après avoir traversé cinq communes.

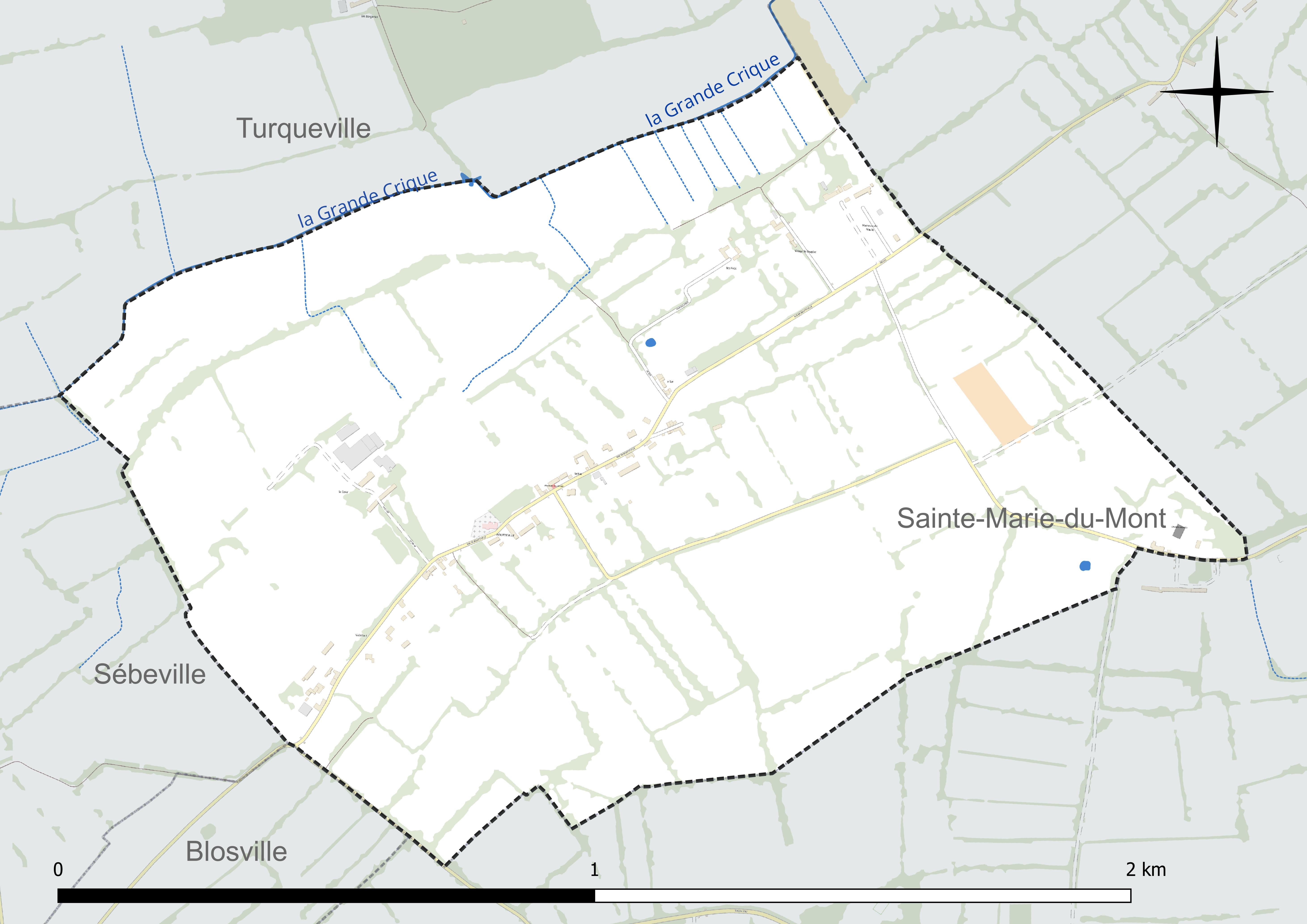
Réseau hydrographique de Boutteville.

### Climat
Pour des articles plus généraux, voir Climat de la Normandie et Climat de la Manche.
En 2010, le climat de la commune est de type climat océanique franc, selon une étude du CNRS s'appuyant sur une série de données couvrant la période 1971-2000. En 2020, Météo-France publie une typologie des climats de la France métropolitaine dans laquelle la commune est exposée à un climat océanique et est dans la région climatique Normandie (Cotentin, Orne), caractérisée par une pluviométrie relativement élevée (850 mm/a) et un été frais (15,5 °C) et venté. Parallèlement le GIEC normand, un groupe régional d'experts sur le climat, différencie quant à lui, dans une étude de 2020, trois grands types de climats pour la région Normandie, nuancés à une échelle plus fine par les facteurs géographiques locaux. La commune est, selon ce zonage, exposée à un « climat maritime », correspondant au Cotentin et à l'ouest du département de la Manche, frais, humide et pluvieux, où les contrastes pluviométrique et thermique sont parfois très prononcés en quelques kilomètres quand le relief est marqué.
Pour la période 1971-2000, la température annuelle moyenne est de 11,3 °C, avec une amplitude thermique annuelle de 10,6 °C. Le cumul annuel moyen de précipitations est de 809 mm, avec 13,7 jours de précipitations en janvier et 7,3 jours en juillet. Pour la période 1991-2020, la température moyenne annuelle observée sur la station météorologique la plus proche, située sur la commune de Sainte-Marie-du-Mont à 3 km à vol d'oiseau, est de 11,6 °C et le cumul annuel moyen de précipitations est de 890,0 mm,. Pour l'avenir, les paramètres climatiques de la commune estimés pour 2050 selon différents scénarios d'émission de gaz à effet de serre sont consultables sur un site dédié publié par Météo-France en novembre 2022.

## Urbanisme

### Typologie
Au 1er janvier 2024, Boutteville est catégorisée commune rurale à habitat très dispersé, selon la nouvelle grille communale de densité à sept niveaux définie par l'Insee en 2022. Elle est située hors unité urbaine et hors attraction des villes,.

### Occupation des sols
L'occupation des sols de la commune, telle qu'elle ressort de la base de données européenne d'occupation biophysique des sols Corine Land Cover (CLC), est marquée par l'importance des territoires agricoles (100 % en 2018), une proportion identique à celle de 1990 (100 %). La répartition détaillée en 2018 est la suivante : zones agricoles hétérogènes (48,2 %), prairies (42,9 %), terres arables (8,9 %). L'évolution de l'occupation des sols de la commune et de ses infrastructures peut être observée sur les différentes représentations cartographiques du territoire : la carte de Cassini (XVIIIe siècle), la carte d'état-major (1820-1866) et les cartes ou photos aériennes de l'IGN pour la période actuelle (1950 à aujourd'hui).

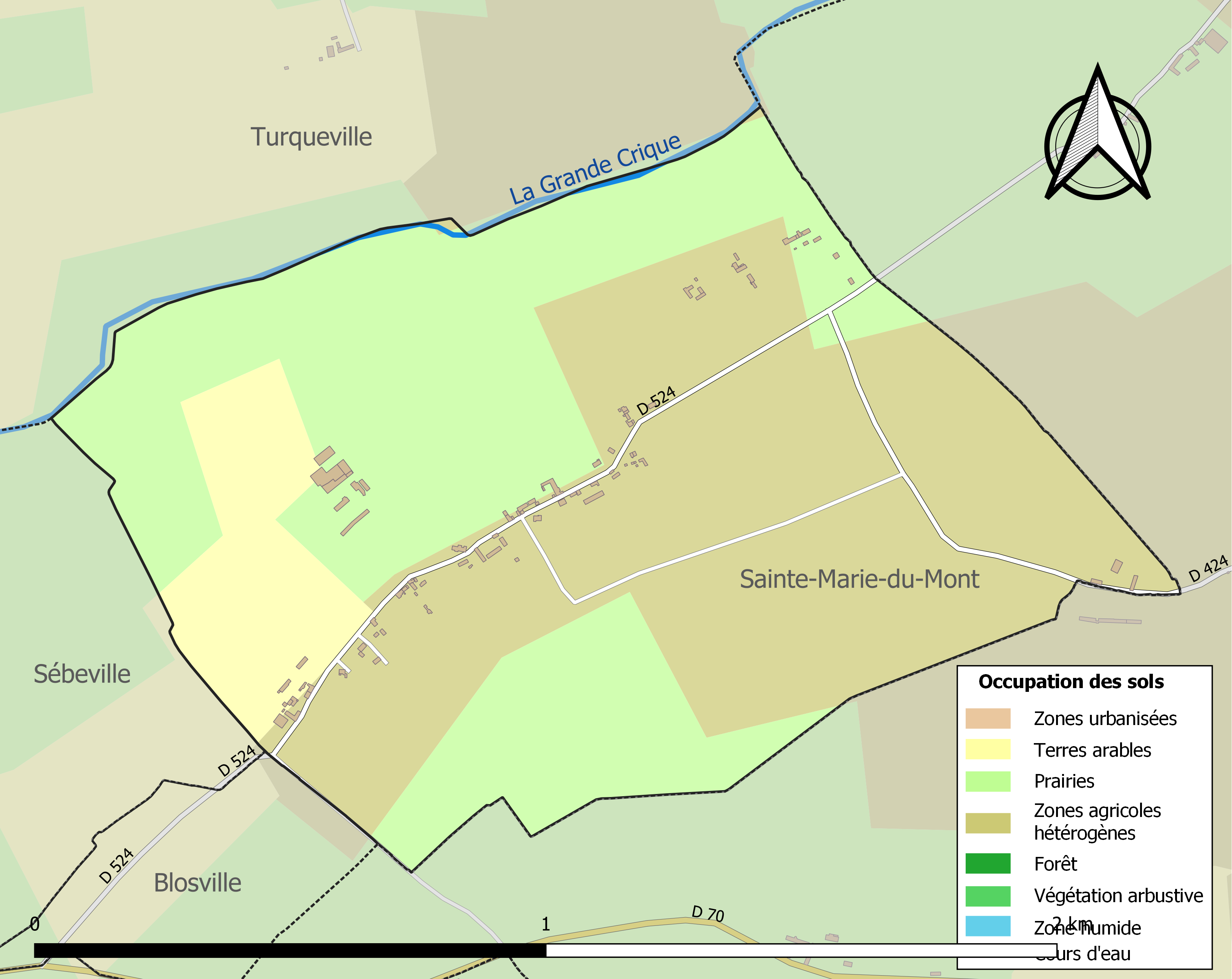
Carte des infrastructures et de l'occupation des sols de la commune en 2018 (CLC).

## Toponymie
Le nom de la localité est attesté sous les formes Butevilla vers 1090, Boteville vers 1905.
Le toponyme est issu de l'anthroponyme germanique Botto, et de l'ancien français ville dans son sens originel « domaine rural ». « Le domaine de Botto ».
Le gentilé est Bouttevillais.

## Histoire
Un seigneur de Boutteville était au côté de Guillaume le Conquérant à Hastings en 1066 (liste de l'abbaye de la Bataille), et reçut des terres dans les comtés de Somerset et de Bedford.
Boutteville eut pour seigneur François Kadot (1617-1703), écuyer, également seigneur de Brucourt, Écoquenéauville et Sébeville, et qui fut, en 1641, le premier marquis de Sébeville.
Une foire annuelle, célèbre pour ses poulains, se tenait le 15 octobre, jour de la Saint-Hermeland. Selon le cartulaire de l'abbaye de Saint-Sauveur-le-Vicomte, elle fut autorisée par le roi d'Angleterre et duc de Normandie, Henri II. La foire qui se tenait encore au XIXe siècle le 15 octobre, fut « vendue » en 1910 à Sainte-Mère-Église.

## Politique et administration
| Période                                  | Période   | Identité           | Étiquette | Qualité                               |
| ---------------------------------------- | --------- | ------------------ | --------- | ------------------------------------- |
| 1910                                     |           | Jean Juhel         |           |                                       |
| avant 1981                               |           | Pierre Deschamps   |           |                                       |
|                                          | mars 2001 | Marguerite Rostand |           | Enseignante (retraitée)               |
| mars 2001                                | mars 2014 | Raymond Soret      | SE        | Cadre de l'agroalimentaire (retraité) |
| mars 2014                                | En cours  | Michel Jourdan     | SE        | Retraité du commerce                  |
| Les données manquantes sont à compléter. |           |                    |           |                                       |

Le conseil municipal est composé de cinq membres (sur sept possibles) dont le maire et une adjointe.

## Démographie
L'évolution du nombre d'habitants est connue à travers les recensements de la population effectués dans la commune depuis 1793. Pour les communes de moins de 10 000 habitants, une enquête de recensement portant sur toute la population est réalisée tous les cinq ans, les populations de référence des années intermédiaires étant quant à elles estimées par interpolation ou extrapolation. Pour la commune, le premier recensement exhaustif entrant dans le cadre du nouveau dispositif a été réalisé en 2006.
En 2022, la commune comptait 59 habitants, en évolution de −18,06 % par rapport à 2016 (Manche : −0,31 %, France hors Mayotte : +2,11 %).
Boutteville a compté jusqu'à 216 habitants en 1836.
| 1793 | 1800 | 1806 | 1821 | 1831 | 1836 | 1841 | 1846 | 1851 |
| ---- | ---- | ---- | ---- | ---- | ---- | ---- | ---- | ---- |
| 133  | 162  | 166  | 200  | 200  | 216  | 200  | 214  | 201  |

| 1856 | 1861 | 1866 | 1872 | 1876 | 1881 | 1886 | 1891 | 1896 |
| ---- | ---- | ---- | ---- | ---- | ---- | ---- | ---- | ---- |
| 186  | 204  | 191  | 160  | 157  | 148  | 165  | 145  | 161  |

| 1901 | 1906 | 1911 | 1921 | 1926 | 1931 | 1936 | 1946 | 1954 |
| ---- | ---- | ---- | ---- | ---- | ---- | ---- | ---- | ---- |
| 134  | 136  | 104  | 103  | 90   | 84   | 97   | 111  | 89   |

| 1962 | 1968 | 1975 | 1982 | 1990 | 1999 | 2006 | 2011 | 2016 |
| ---- | ---- | ---- | ---- | ---- | ---- | ---- | ---- | ---- |
| 76   | 72   | 56   | 64   | 51   | 62   | 56   | 59   | 72   |

| 2021 | 2022 | - | - | - | - | - | - | - |
| ---- | ---- | - | - | - | - | - | - | - |
| 64   | 59   | - | - | - | - | - | - | - |

## Économie
La commune se situe dans la zone géographique des appellations d'origine protégée (AOP) Beurre d'Isigny et Crème d'Isigny.

## Culture locale et patrimoine

### Lieux et monuments
- Église Saint-Hermeland, d'origine romane avec son porche à arc triomphal des XIe, XIIIe – XVIe siècles[31], remaniée au XVIIe siècle, avant-porche latéral gothique, clocher en bâtière et clef de voûte du XVe. L'édifice est inscrit depuis 1986 à l'Inventaire général du patrimoine culturel (IGPC)[32]. La dalle funéraire de Jacques Pillegrain, du XVIe siècle, est classée au titre objet aux monuments historiques[33]. Sur l'un des chapiteaux roman est figuré un dignitaire ecclésiastique tenant une crosse dans sa main gauche. L'église abrite également un autel latéral nord et une statue de la Vierge (XVIIIe), des fonts baptismaux du XVIIe et une verrière des XIXe – XXe siècles[22].
- Manoir de la Cour des XVe – XVIe siècles. Manoir avec une remarquable tourelle en échauguette en briques brunes et des cordons de pierre ornent l'angle de la façade. La cour et les communs ont un aspect archaïque. Le manoir possède également une cheminée monumentale. La propriété est acquise par Auguste Le Marois pour le compte de son frère Jean Le Marois (1776-1836)[34].
- Château et haras de Reuville du XIXe siècle, communs du XVIIIe siècle, inscrit à l'IGPC[35]. Il fut notamment la possession de Jean-Alfred Juhel (1853-† ), né au Havre, propriétaire-éleveur, et courtier près de la bourse du havre, maire de Boutteville, conseiller d'arrondissement du canton de Sainte-Mère de 1900 à 1910, chevalier de la Légion d'honneur en 1907, et qui fut arrêté en 1910 et déchu de ses mandats à la suite de sa complicité dans une affaire de faux en écriture avec cinq millions de francs de détournement sur une spéculation sur le café[22].
- Château de Boutteville : demeure du XIXe siècle caractéristique par son architecture à bossage aux niveaux des encadrements et des arêtes d'angle[36].
- Manoir-ferme de l'église du XVIIIe siècle.
- If funéraire multi-séculaire dans le cimetière, considéré comme l'un des plus anciens de la région[22].
- Ancienne école du XIXe siècle et mairie du XIXe siècle recensées à l'IGPC[37].